# ماوه (ایذه)
ماوه یک منطقهٔ مسکونی در ایران است که در دهستان پیان واقع شده‌است. براساس سرشماری مرکز آمار ایران در سال ۱۳۹۵، ماوه ۷۴ نفر جمعیت دارد.